# Kukle (Tálín)

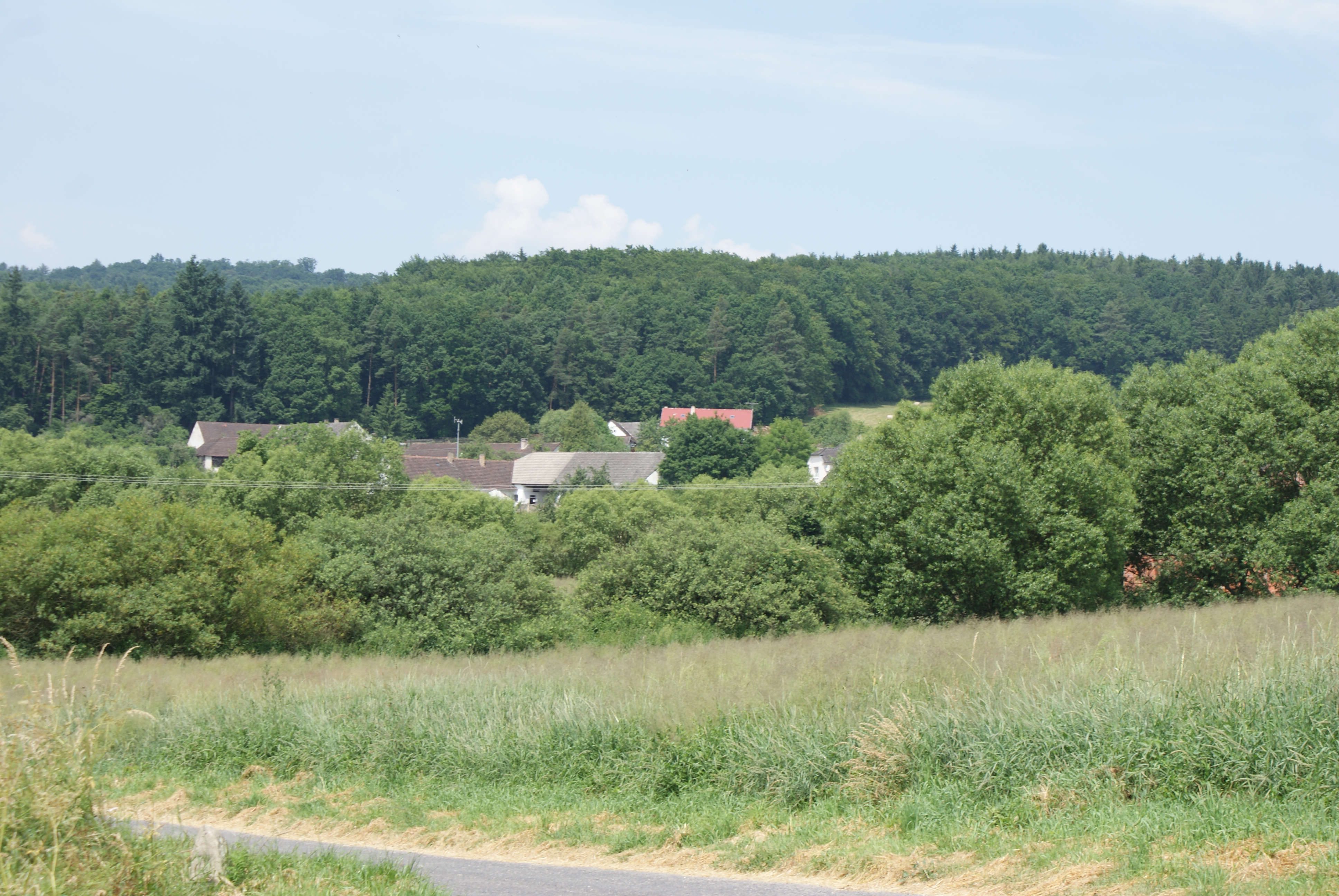
Blick auf einen Teil des Dorfes

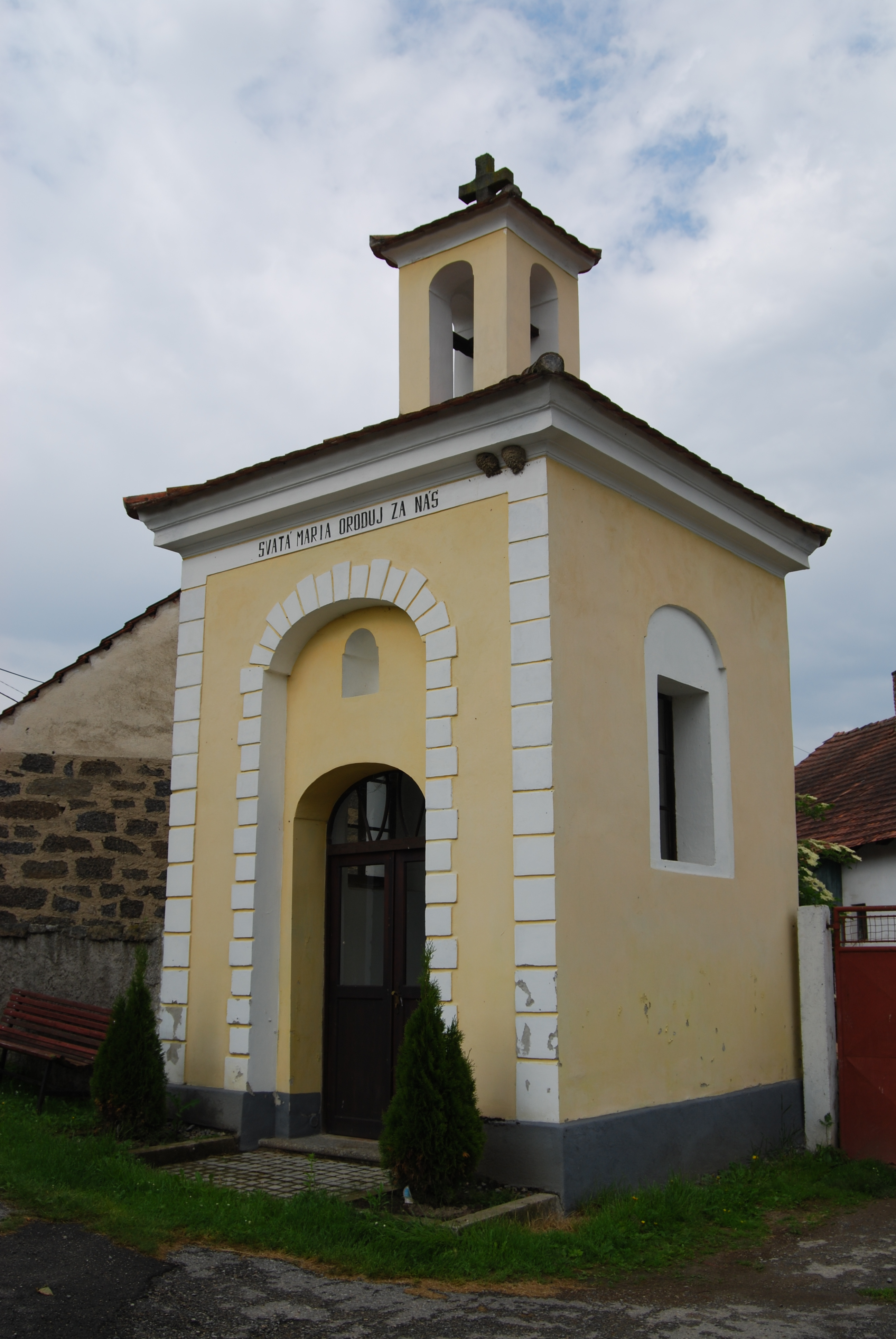
Kapelle der Jungfrau Maria

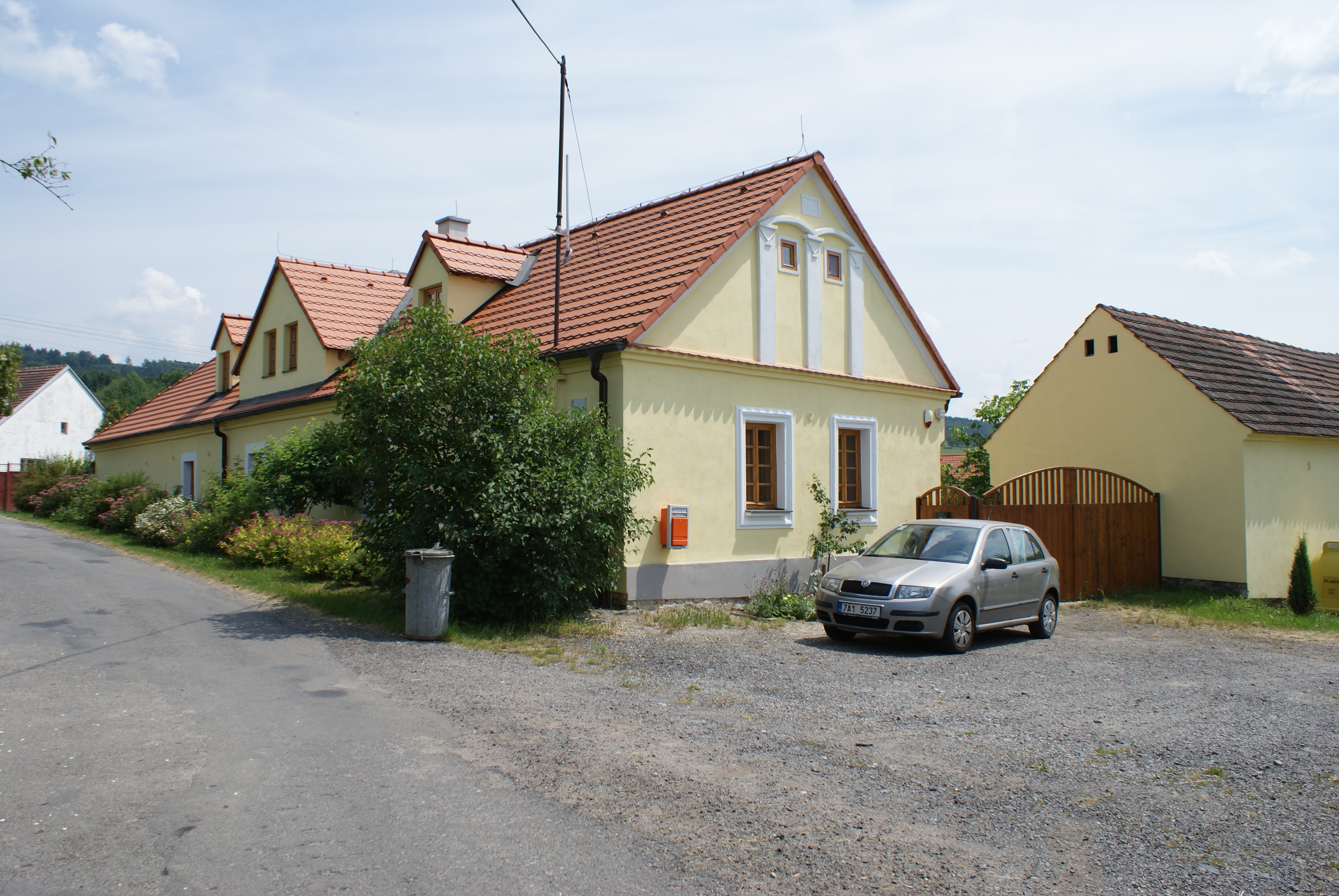
Häuser in der Ortsmitte

Kukle ist ein Ortsteil der Gemeinde Tálín (Talin) in Tschechien. Er liegt neun Kilometer südöstlich von Písek und gehört zum Okres Písek. Der Ortsteil wurde 1963 gebildet, nachdem zehn Jahre zuvor die Häusergruppen Pasecké Kukle und Tálínské Kukle zu einer Siedlung Tálínské Kukle vereinigt worden waren.

## Geographie
Die Streusiedlung Kukle befindet sich im Tal des Baches Kuklenský potok in den Písecké hory (Piseker Berge). Im Norden erhebt sich der Němec (587 m n.m.), nordöstlich die Matka (587 m n.m.) und die Bytina (609 m n.m.), im Osten der Pasecký vrch (625 m n.m.), südöstlich der Chlum (571 m n.m.), der Kloboučky (567 m n.m.) und der Nuzovský vrch (497 m n.m.) sowie im Nordwesten der Ostrý vrch (539 m n.m.). Gegen Norden erstreckt sich der Naturpark Písecké hory. Südlich liegen die Teiche Luh und Úlehle. 
Nachbarorte sind U Hromové jedle und Mlaka im Norden, Karvašiny, Bor, Okrouhlice, Údraž, U Beránka und Matka im Nordosten, Bytina, Kopanina und Albrechtice nad Vltavou im Osten, Paseky und Nuzov im Südosten, Žďár im Süden, Tálín und Selibov im Südwesten, Ostrý Vrch und Landrošty im Westen sowie Katovna, Nový Dvůr, Pecky und Novodvorská Myslivna.

## Geschichte
Die im Grenzgebiet zwischen den Wäldern der Königlichen Stadt Písek und der Allodialherrschaft Protiwin gelegene Siedlung entstand in der zweiten Hälfte des 18. Jahrhunderts. Der Ausgangspunkt der Besiedlung lag wahrscheinlich auf Píseker Seite; im Píseker Untertanenverzeichnis von 1757 wurde Kukle noch nicht erwähnt.
Die älteste schriftlichen Nachricht stammt vom 17. Juli 1765, in ihr wird ein Jakub Vaňata aus der Chaluppe Kukla genannt. Im Jahr darauf findet sich das Dorf Kukly auch im Píseker Untertanenverzeichnis. In der Topographie des Königreichs Böhmen von 1786 ist Kukle dagegen nicht aufgeführt. 1817 wurde am Teich Kukelský rybník eine Wassermühle (Nr. 51) errichtet, die bis zum Ende des 19. Jahrhunderts in Betrieb stand.
Im Jahre 1837 bestand die im Prachiner Kreis gelegene Dominikalansiedlung Kukle aus 18 Häusern. Neun Häuser waren nach Pasek (Stadt Pisek), die anderen nach Talin (Herrschaft Protiwin) konskribiert. Pfarrort für beide Anteile war Mischenetz (Myšenec). Der Schulunterricht erfolgte in Pasek. Bis zur Mitte des 19. Jahrhunderts blieb Kukle anteilig der Königlichen Stadt Písek bzw. der Herrschaft Protiwin untertänig.
Nach der Aufhebung der Patrimonialherrschaften bildete (Pasecké) Kukle ab 1850 eine Einschicht der Katastralgemeinde und Gemeinde Paseka / Pasek im Gerichtsbezirk Pisek; (Tálínské) Kukle war der Katastralgemeinde Talina / Talin der Gemeinde Myšenec/ Mischenetz im Gerichtsbezirk Wodňan zugerechnet. (Pasecké) Kukle wurde in dieser Zeit nach Chřešťovice umgepfarrt. Die Kapelle wurde 1851 errichtet. 1868 wurden beide Anteile von Kukle dem Bezirk Pisek zugeordnet. Mit der Umgemeindung von Talina aus der Gemeinde Myšenec nach Paseka gehörten beide Anteile von Kukle ab dem 29. September 1881 zur selben Gemeinde. In den 1880er Jahren errichtete Jaroslav Reif in (Pasecké) Kukle eine Ziegelei. Im Jahre 1890 bestand die Ansiedlung Kukle aus insgesamt 17 Häusern und hatte 102 Einwohner. Im Jahre 1900 hatte Kukle 134 Einwohner, davon 74 im Paseker Anteil (12 Häuser) und 60 im Taliner Anteil (10 Häuser). Durch die Trennung von Paseka und Talina in zwei Gemeinden gehörten die beiden Anteile von Kukle ab 1907 wieder zu verschiedenen Gemeinden. Jan Řeháček eröffnete 1908 ein Gasthaus. 1910 hatte Pasecké Kukle 53 und Tálínské Kukle 50 Einwohner.
Nach dem Ersten Weltkrieg zerfiel der Vielvölkerstaat Österreich-Ungarn, Kukle wurde 1918 Teil der neu gebildeten Tschechoslowakischen Republik. Um 1920 gründete Jan Žák weite weitere Ziegelei in Pasecké Kukle Beim Zensus von 1921 wurden Pasecké Kukle und Tálínské Kukle lediglich als Häusergruppen der beiden Gemeinden erfasst. Nachdem 1929 in Kukle eine Genossenschaft für den Aufschwung der Elektroenergie gegründet worden war, wurde die Siedlung bereits zum Ende des Folgejahres an das Elektrizitätsnetz angeschlossen. 1930 lebten in den 24 Häusern von Kukle 98 Personen, davon 73 in Pasecké Kukle (12 Häuser) und 25 in Tálínské Kukle (12 Häuser). Beide Ziegeleien stellten 1939 ihren Betrieb ein. Zwischen 1939 und 1945 gehörten Pasecké Kukle und Tálínské Kukle zum Protektorat Böhmen und Mähren. Nach dem Ende des Zweiten Weltkrieges kamen beide Teile der Ansiedlung zur wiedererrichteten Tschechoslowakei zurück. 1952 beantragten die örtlichen Nationalkomitees von Paseky und Tálín die Änderung der Katastralgrenze in Kukle. Zum 1. Januar 1953 wurden Pasecké Kukle und die umliegenden Einschichten der Katastralgemeinde Tálín zugeschlagen und mit Tálínské Kukle vereinigt, wobei der Name Pasecké Kukle erlosch. Seit 1963 wird Kukle als Ortsteil von Tálín geführt. 1991 lebten in den 25 Häusern des Dorfes 32 Personen. Beim Zensus von 2011 hatte Kukle 20 Einwohner und bestand aus 23 Wohnhäusern.
Im Jahre 2014 entdeckten Archäologen des Prácheňské muzeum Písek bei Bodenforschungen im Zuge des Dammbaus für die Teiche Na Cihelně am Osthang zum Kuklenský potok Reste eines Brandgräberfeldes der Spätbronzezeit um 1200 v. Chr. In einem der drei Gräber wurden einzigartige Reste eines Goldblechartefakts als Beigabe vorgefunden. Möglicherweise besteht ein Zusammenhang mit den Resten einer Wohnsiedlung an der westlichen Bachseite, die derselben Zeit zugeordnet wird.

## Ortsgliederung
Der Ortsteil Kukle ist Teil des Katastralbezirks Tálín.

## Sehenswürdigkeiten
- Kapelle der Jungfrau Maria, errichtet 1851
- Wegkreuz, am Abzweig an der Straße nach Tálín
- Wegkreuz, am Abzweig südlich des Dorfes

## Söhne und Töchter des Ortes
- Václav Škoda (1913–1989), tschechoslowakischer Politiker, er wurde im Haus Nr. 4 in Pasecké Kukle geboren